# Kołczanowo (stacja kolejowa)
Kołczanowo (ros. Колчаново) – stacja kolejowa w miejscowości Kołczanowo, w rejonie wołchowskim, w obwodzie leningradzkim, w Rosji. Położona jest na linii Wołchow - Murmańsk.